# James M. Pendleton
James Monroe Pendleton, född 10 januari 1822 i North Stonington i Connecticut, död 16 februari 1889 i Westerly i Rhode Island, var en amerikansk politiker (republikan). Han var ledamot av USA:s representanthus 1871–1875.
Pendleton efterträdde 1871 Nathan F. Dixon II som kongressledamot och efterträddes 1875 av Latimer Whipple Ballou.
Pendleton är begravd på River Bend Cemetery i Westerly i Rhode Island.